# زیرشیروانی (فیلم ۱۹۸۰)
«زیرشیروانی» (انگلیسی: The Attic (1980 film)) یک فیلم است که در سال ۱۰۰۱ منتشر شد. از بازیگران آن می‌توان به کری اسنادگرس، ری میلند، و فرانسیس بای اشاره کرد.